# Caucasotachea vindobonensis
Caucasotachea vindobonensis is een slakkensoort uit de familie van de tuinslakken (Helicidae). De wetenschappelijke naam van de soort werd in 1828 voor het eerst geldig gepubliceerd door Carl Jonas Pfeiffer.

## Kenmerken
Het rechtsgewonden slakkenhuisje is bolvormig met een taps toelopende schroefdraad. De breedte van het huisje is 20-25 mm, de hoogte is 17-21 mm. De in het volwassen stadium gevormde windingen van 5½ tot 6 groeien snel en regelmatig. Het laatste kwart van de terminale winding valt aanvankelijk slechts licht, richting de mondrand duidelijk van de as van de vorige windingen. Het mondoppervlak staat onder een hoek van ongeveer 45° met de wikkelas. De mondrand is iets verwijd en naar buiten gebogen, vooral in het onderste deel. De lip van de mond is sterk en van binnen en van buiten licht tot donkerbruin gekleurd, maar vervaagt naar de rand van de spoel en kan daar bijna wit zijn. De navel wordt volledig bedekt door de verwijde mondrand.
De schaal is dik en sterk. Het oppervlak van de witachtige, geelachtige tot bruingele schaal is regelmatig fijn radiaal geribbeld. De gewoonlijk vier tot vijf banden, van verschillende breedte, kleur, intensiteit van kleur en verschillende afstanden tot elkaar, steken meestal duidelijk af tegen de basiskleur van de kast, de twee bovenste banden zijn duidelijk bleker en smaller dan de andere banden, en lopen vaak dicht bij elkaar. De vijfde band loopt meestal dicht bij de navel aan de onderkant van de kast.
Het zachte lichaam is kenmerkend geelachtig van kleur, de kop heeft vaak een lichte roodachtige tint. De trilhaartjes (bovenste antennes) zijn asgrijs, de onderste antennes iets lichter. De voetzool is geelgrijs, lichter aan de randen. De genitale opening zit ongeveer 2 mm naar achteren en onder de basis van de rechteroogpupil. De bruine, halvemaanvormige kaak is 0,8 mm hoog en 1,8 tot 1,9 mm breed. Het heeft 3 tot 5 brede ribbels die iets over de rand uitsteken. De radula (rasptong) is 4,8 mm lang en 1,6 mm breed. Het heeft 146 dwarsrijen, een dwarsrij heeft 99 tanden, een symmetrische centrale tand en 49 zijtanden elk.

## Verspreiding en leefgebied
Het verspreidingsgebied van Caucasotachea vindobonensis strekt zich uit over de oostelijke Alpen, de hele Karpaten, de Balkan tot Thessalië en het Europese deel van Turkije, evenals over het noordelijke Zwarte zeegebied (Moldavië, Oekraïne, de Krim) tot de Kaukasus. In het noorden strekt het verspreidingsgebied zich uit tot Saksen, Polen, Wit-Rusland en geïsoleerd in Letland en West-Rusland. In de Alpen stijgt het tot 1.500 meter boven de zeespiegel. In de 19e eeuw werd de soort vrijgelaten bij de ruïnes van Donaustauf onder Regensburg door een predikant die geïnteresseerd was in malacologie, samen met verschillende andere soorten uit Oostenrijk. Deze soort is hier nu stevig gevestigd.
Deze slak komt voor in schaarse struiken en struikgewas, op steppe en rotsachtige hellingen, in vlaktes en warme heuvelachtige landen.